# Gilbert Dionne
Gilbert Dionne (Drummondville, 19 settembre 1970) è un ex hockeista su ghiaccio canadese, fratello minore di Marcel Dionne.

## Carriera
La sua carriera in NHL fu meno eclatante di quella del fratello, ma a differenza di quest'ultimo si aggiudicò una Stanley Cup nella stagione 1992-1993 con la maglia dei Montreal Canadiens. In totale vanta 6 stagioni trascorse in NHL, con 162 punti ottenuti in 262 partite disputate, frutto di 71 reti e 91 assist.
Oltre a varie esperienze in leghe minori nordamericane (AHL con i Fredericton Canadiens e i Carolina Monarchs, IHL con i Cincinnaty Cyclones, Major League Hockey coi Cambridge Hornets), vanta anche esperienza in Europa, nella DEL tedesca, con Krefeld Pinguine e Hannover Scorpions.

## Palmarès

### Club
- Stanley Cup: 1

Montreal: 1992-1993

### Individuale
- NHL All-Rookie Team: 1

1991-1992
- AHL Second All-Star Team: 1

1995-1996
- IHL First All-Star Team: 1

1997-1998
- IHL Second All-Star Team: 1

1999-2000